# Late at night
Late At Night es el tercer álbum de estudio de la banda de rock española Dover. Fue publicado el 28 de junio de 1999 bajo las compañías Loli Jackson Records y Chrysalis Records.
Late At Night fue grabado entre enero y marzo de 1999, en los Robert Lang Studios en Seattle. En febrero de 2000, alcanzó ventas de 300 000 ejemplares con 3 discos de platino en su haber: no superó las ventas de su predecesor. Sin embargo, la crítica aún lo califica como el mejor disco de Dover a la fecha. El sencillo presentación fue «DJ», que inmediatamente llegó al puesto número uno en las listas, algo inédito en España por el tipo de música.

## Lista de canciones
Todas las canciones escritas y compuestas por Amparo Llanos y Cristina Llanos. 
| N.º   | Título             | Duración |  |
| 1.    | «DJ»               | 3:13     |  |
| 2.    | «Four Graves»      | 3:38     |  |
| 3.    | «Cherry Lee»       | 3:32     |  |
| 4.    | «Me And My Mulón»  | 2:37     |  |
| 5.    | «Free Kitten»      | 3:13     |  |
| 6.    | «Downtown»         | 3:27     |  |
| 7.    | «Flashback»        | 3:16     |  |
| 8.    | «Straight To Jail» | 2:49     |  |
| 9.    | «Sea Witch»        | 3:11     |  |
| 10.   | «Far»              | 3:12     |  |
| 11.   | «The Real Me»      | 3:02     |  |
| 12.   | «The Hitter»       | 2:41     |  |
| 13.   | «Late At Night»    | 3:36     |  |
| 41:33 |                    |          |  |

## Personal
Dover
- Cristina Llanos - Voz y guitarra acústica
- Amparo Llanos - Guitarras
- Jesús Antúnez - Batería
- Álvaro Díez - Bajo

Personal técnico
- Chip Butters – Ingeniero asistente
- Stephen Marcussen – Masterizado
- Barrett Jones – Producción, grabación, mezclado

## Premios
| Año  | Ceremonia               | Categoría             | Trabajo         | Resultado |
| ---- | ----------------------- | --------------------- | --------------- | --------- |
| 2000 | MTV Europe Music Awards | Mejor Artista Español | "Late at Night" | Ganador   |

## Listas y certificaciones

### Listas semanales
| Lista (1999)               | Mejor posición |
| -------------------------- | -------------- |
| Lista de álbumes españoles | 5              |

### Certificaciones
| País                                                            | Certificación | Ventas  |
| --------------------------------------------------------------- | ------------- | ------- |
| España (PROMUSICAE)                                             | 3× Platino    | 300.000 |
| ^cifras de envíos sobre la base de la certificación por sí sola |               |         |

## Historial de lanzamiento
| País     | Fecha                   | Formato    | Discográfica            |
| -------- | ----------------------- | ---------- | ----------------------- |
| España   | 28 de junio de 1999     | CD, Casete | Loli Jackson, Chrysalis |
| Alemania | 29 de noviembre de 1999 | CD         | Loli Jackson, Chrysalis |
| Francia  | 29 de noviembre de 1999 | CD         | EMI Music Francia       |
| Canadá   | 29 de noviembre de 1999 | CD         | EMI Music Canadá        |